# Томаш Подставскі
Томаш Подставскі (порт. Tomás Podstawski, нар. 30 січня 1995, Порту) — португальський футболіст польського походження, півзахисник польського клубу «Погонь».
Виступав, зокрема, за олімпійську збірну Португалії.

## Клубна кар'єра
Вихованець юнацьких команд футбольних клубів «Боавішта» та «Порту».
У дорослому футболі дебютував 2013 року виступами за команду клубу «Порту» Б у складі якого провів три сезони.
12 червня 2017 Томаш уклав трирічний контракт з клубом «Віторія» Сетубал. 6 серпня дебютував у матчі проти «Морейренсі». 30 жовтня Подставскі відзначився забитим голом в програному матчі 2–5 проти «Портімоненсі».
27 серпня 2018 півзахисник уклав трирічний контракт з польським клубом «Погонь» (Щецин). 27 жовтня 2018 Томаш відзначився забитим м'ячем в переможній грі 3–0 проти «Лех» (Познань).

## Виступи за збірні
2010 року дебютував у складі юнацької збірної Португалії, взяв участь у 69 іграх на юнацькому рівні, відзначившись 5 забитими голами.
У 2014/15 роках залучався до складу молодіжної збірної Португалії. На молодіжному рівні зіграв у 12 офіційних матчах.
2016 року захищав кольори олімпійської збірної Португалії. У складі цієї команди провів 2 матчі. У складі збірної — учасник футбольного турніру на Олімпійських іграх 2016 року у Ріо-де-Жанейро.

## Сім'я
Його матір Марія відома гімнастка, а батько Влодзімєж свого часу грав у Польщі за місцеві баскетбольну та гандбольну команди. У Томаша два молодших брата — Антоніо (1998 року народження) та Філіпе (2002 року народження) грають за команду «Боавішта».
Томаш має подвійне громадянство Польщі та Португалії. Володіє англійською, іспанською, польською, португальською та французькою мовами.

## Титули і досягнення
- Португалія U-19

 Срібний призер юнацького чемпіонату Європи (U-19): 2014
 Бронзовий призер юнацького чемпіонату Європи (U-19): 2013